# Chráněná krajinná oblast Bílé Karpaty
Chráněná krajinná oblast Bílé Karpaty (CHKO Bílé Karpaty, pol. Obszar Chronionego Krajobrazu Białe Karpaty) – obszar chronionego krajobrazu w Czechach, w kraju południowomorawskim (powiat Hodonín) i kraju zlińskim (powiaty Uherské Hradiště i powiat Zlin). Powstał 3 listopada 1980. Powierzchnia parku wynosi 746,87 km² i obejmuje czeską część Białych Karpat a także przyległe skrawki Obniżenia Dolnomorawskiego i Gór Wizowickich.
Na niektórych terenach utworzono rezerwaty ścisłe, m.in. NPR Javořina na Wielkiej Jaworzynie.